# Saurimo
Saurimo (fins 1975 Henrique de Carvalho) és un municipi de la província de Lunda-Sud. Té una població de 423.548 habitants en 2014. Comprèn les comunes de Saurimo, Mona-Quimbundo i Sombo. Limita al nord amb els municipis de Lucapa i Cambulo, a l'est amb la República Democràtica del Congo, al sud amb el municipi de Dala, i a l'oest amb els municipis de Cacolo i Lubalo.
De 1923 a 1975 fou anomenada Henrique de Carvalho en honor de l'explorador Henrique Augusto Dias de Carvalho.

## Galeria

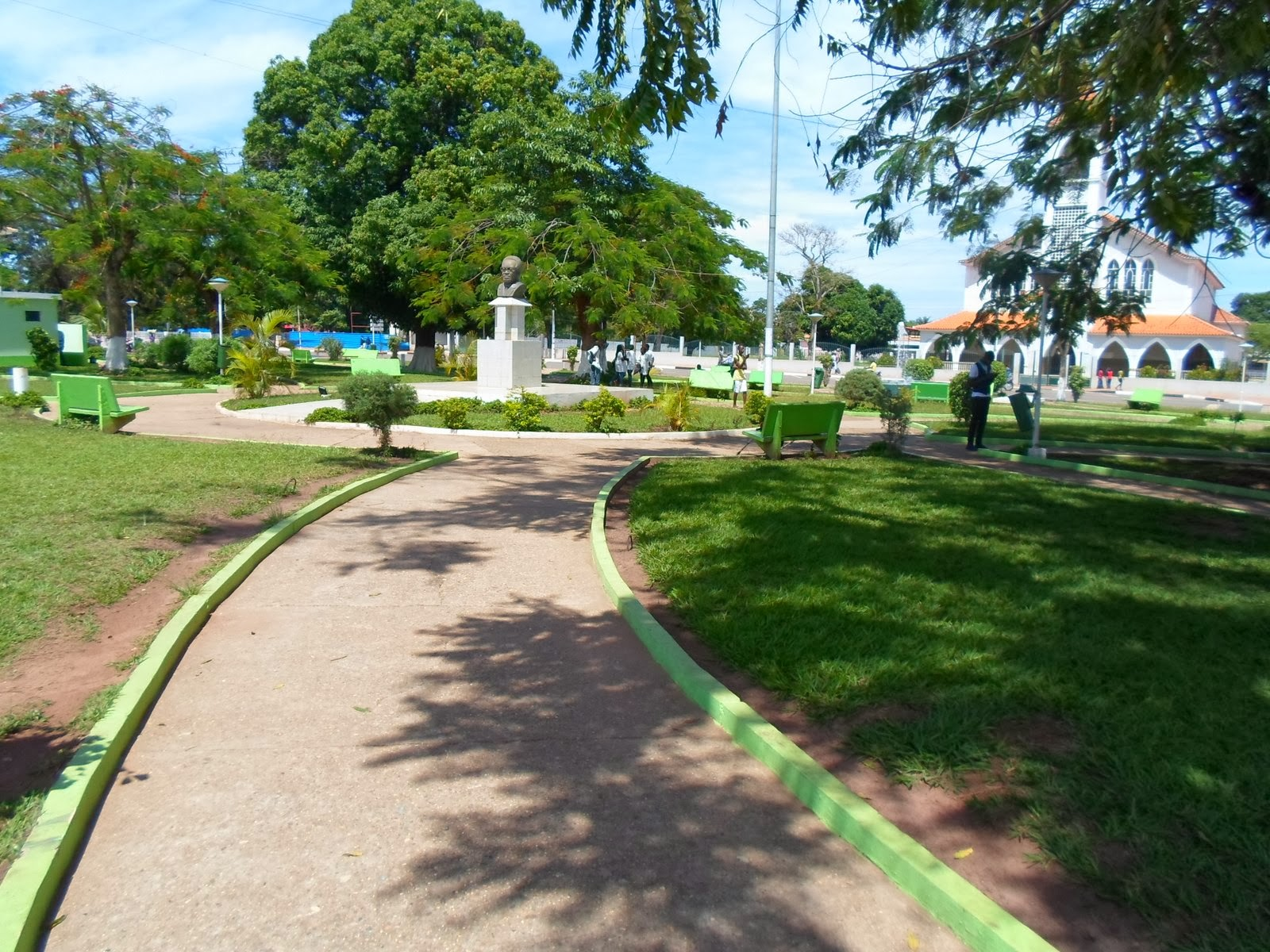
Jardí de la ciutat
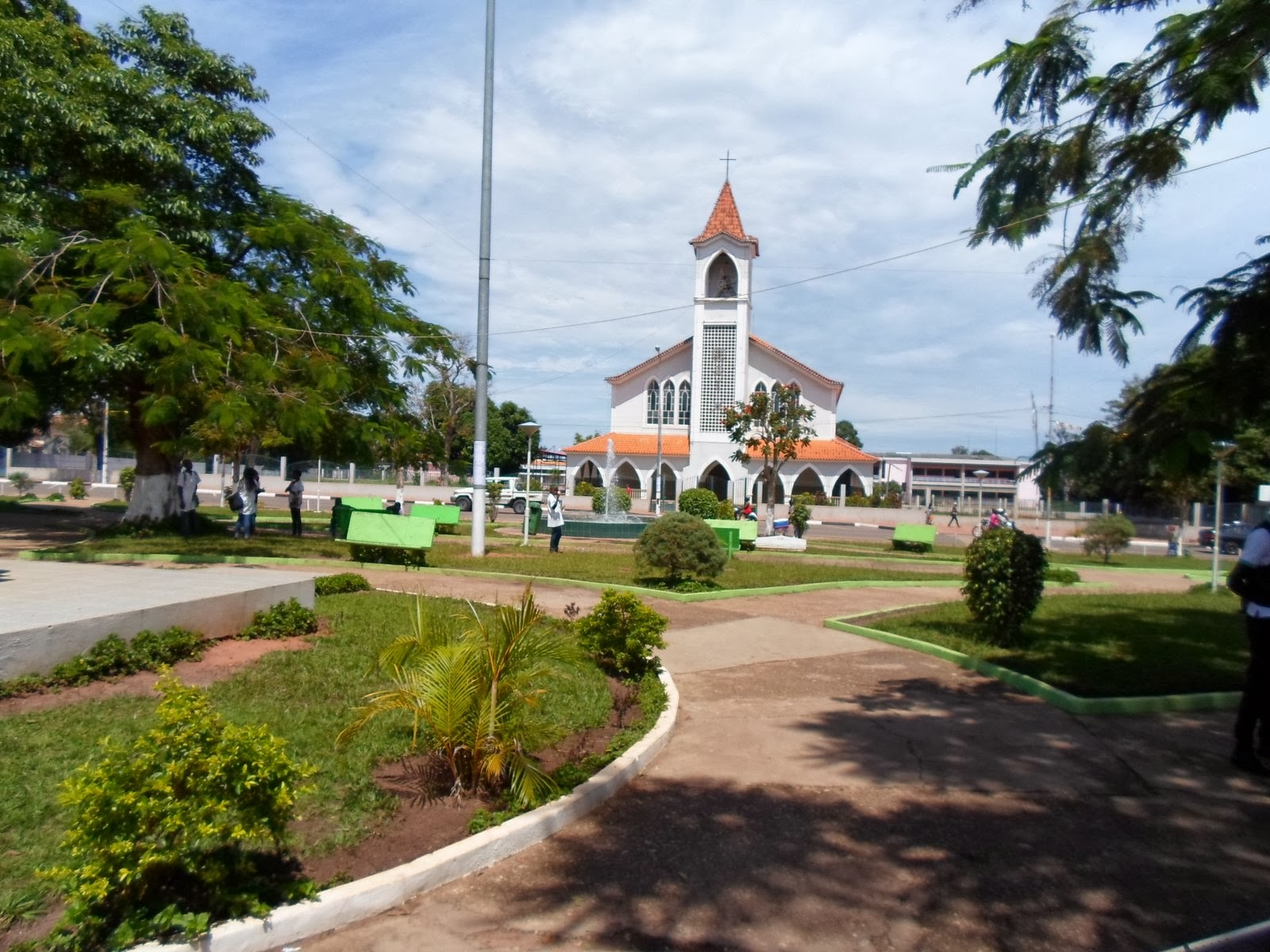
Església catòlica